# Mallamooppampatti
Mallamooppampatti è una suddivisione dell'India, classificata come census town, di 6.783 abitanti, situata nel distretto di Salem, nello stato federato del Tamil Nadu. In base al numero di abitanti la città rientra nella classe V (da 5.000 a 9.999 persone).

## Geografia fisica
La città è situata a 11° 40' 43 N e 78° 04' 29 E.

## Società

### Evoluzione demografica
Al censimento del 2001 la popolazione di Mallamooppampatti assommava a 6.783 persone, delle quali 3.520 maschi e 3.263 femmine. I bambini di età inferiore o uguale ai sei anni assommavano a 855, dei quali 466 maschi e 389 femmine. Infine, coloro che erano in grado di saper almeno leggere e scrivere erano 3.616, dei quali 2.160 maschi e 1.456 femmine.